# Index librorum prohibitorum
Pour les articles homonymes, voir ILP.
Ne doit pas être confondu avec index.

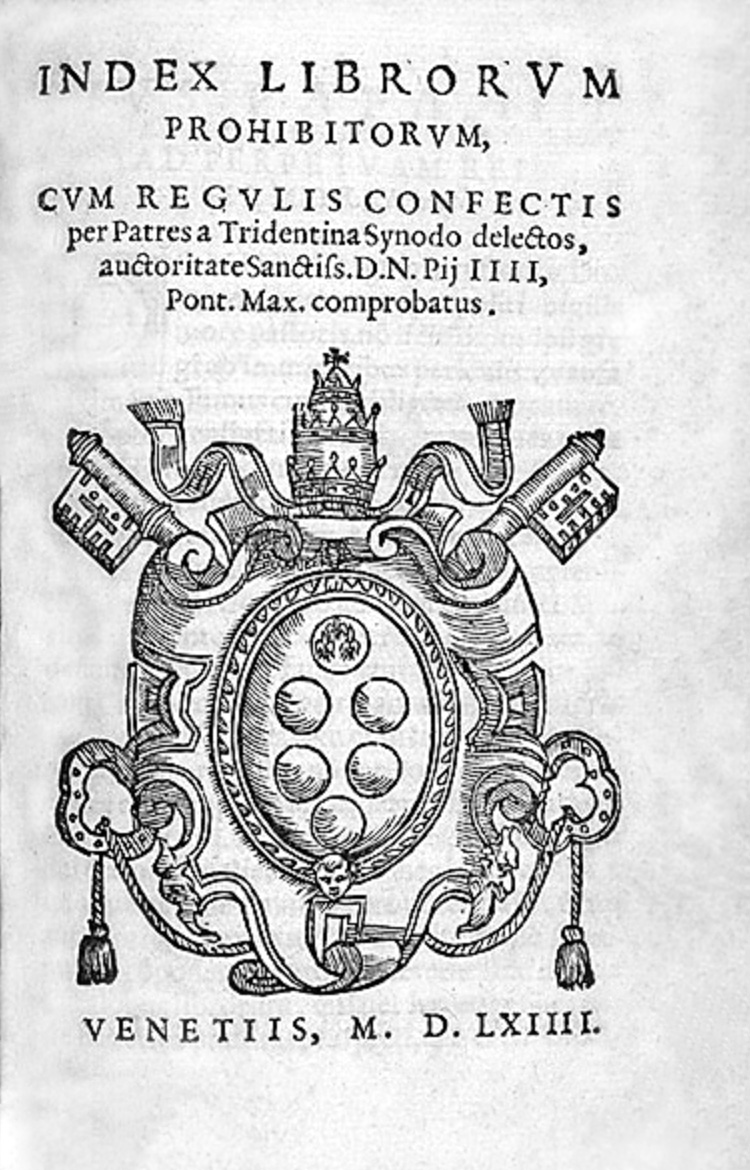
Index librorum prohibitorum, 1564.

L’Index librorum prohibitorum ou ILP (Index des livres interdits), aussi appelé Index expurgatorius ou Index librorum prohibitorum juxta exemplar romanum jussu sanctissimi domini nostri, est un catalogue instauré à l'issue du concile de Trente (1545-1563). Il s'agit d'une liste d'ouvrages que les catholiques romains n'étaient pas autorisés à lire, des « livres pernicieux », accompagnée des règles de l'Église au sujet des livres. Le but de cette liste était d'empêcher la lecture de livres jugés immoraux ou contraires à la foi. Depuis la « Notification de la suppression de l'Index des livres interdits », émise par le Vatican en 1966, cet Index perd son caractère obligatoire et n'a plus valeur de censure, même s'il reste un guide moral.

## Contexte historique
Dès son avènement au XVe siècle, l’imprimerie s’impose comme important facteur de diffusion des idées. Elle joue notamment un rôle crucial dans la propagation des idéologies de la Réforme protestante au XVIe siècle. Les autorités ecclésiastiques et civiles demeurées fidèles à l’Église catholique tentent alors de contrôler la diffusion de l’hétérodoxie et des idées jugées « hérétiques » en recensant les ouvrages jugés répréhensibles dans des listes désignées comme Index des livres interdits (Index librorum prohibitorum). Le premier Index à paraître est celui de la Faculté de Théologie de l’Université de Paris, en 1544, puis suivront ceux de l’Université de Louvain et des inquisitions de Venise, du Portugal et de l’Espagne. 
La censure est officialisée par Rome lors du concile de Trente (1545-1563). On assiste alors à une organisation systématique et institutionnelle de la pratique. Rome publie son premier Index en 1559 sous Paul IV, comprenant plus de mille interdictions réparties en trois classes : 
1. Les ouvrages d’auteurs hétérodoxes dont tous les écrits, religieux ou non, sont proscrits ;
2. Les écrits particuliers avec nom d’auteur ;
3. Les écrits anonymes[1].

En 1564, le catalogue de 1559 est révisé par une commission du concile de Trente et Pie IV promulgue un nouvel Index auquel s’ajoutent dix règles générales régissant l’exercice de la censure. Elles encadreront pendant quatre siècles l’activité censoriale catholique. 
En 1596, le pape Clément VIII ajoute, à ces dix règles, des instructions quant à la prohibition, la correction et l’impression des livres, encadrant la pratique de la censure précédant la publication et l’exercice des professions reliées à l’imprimé. 
La congrégation de l'Index est instituée en 1571. Placée sous l’autorité du Pape, elle est chargée de l’application des lois et de la mise à jour du contenu de l’Index. La liste, régulièrement actualisée, n’est pas un simple travail de réaction ; les auteurs sont invités à défendre leurs travaux, qu'ils peuvent corriger et rééditer s'ils désirent éviter l'interdiction, et une censure avant publication est encouragée. La mise à l'Index officielle doit être approuvée par le pape et résulte d'un long procès mené à huis clos dans les institutions catholiques.

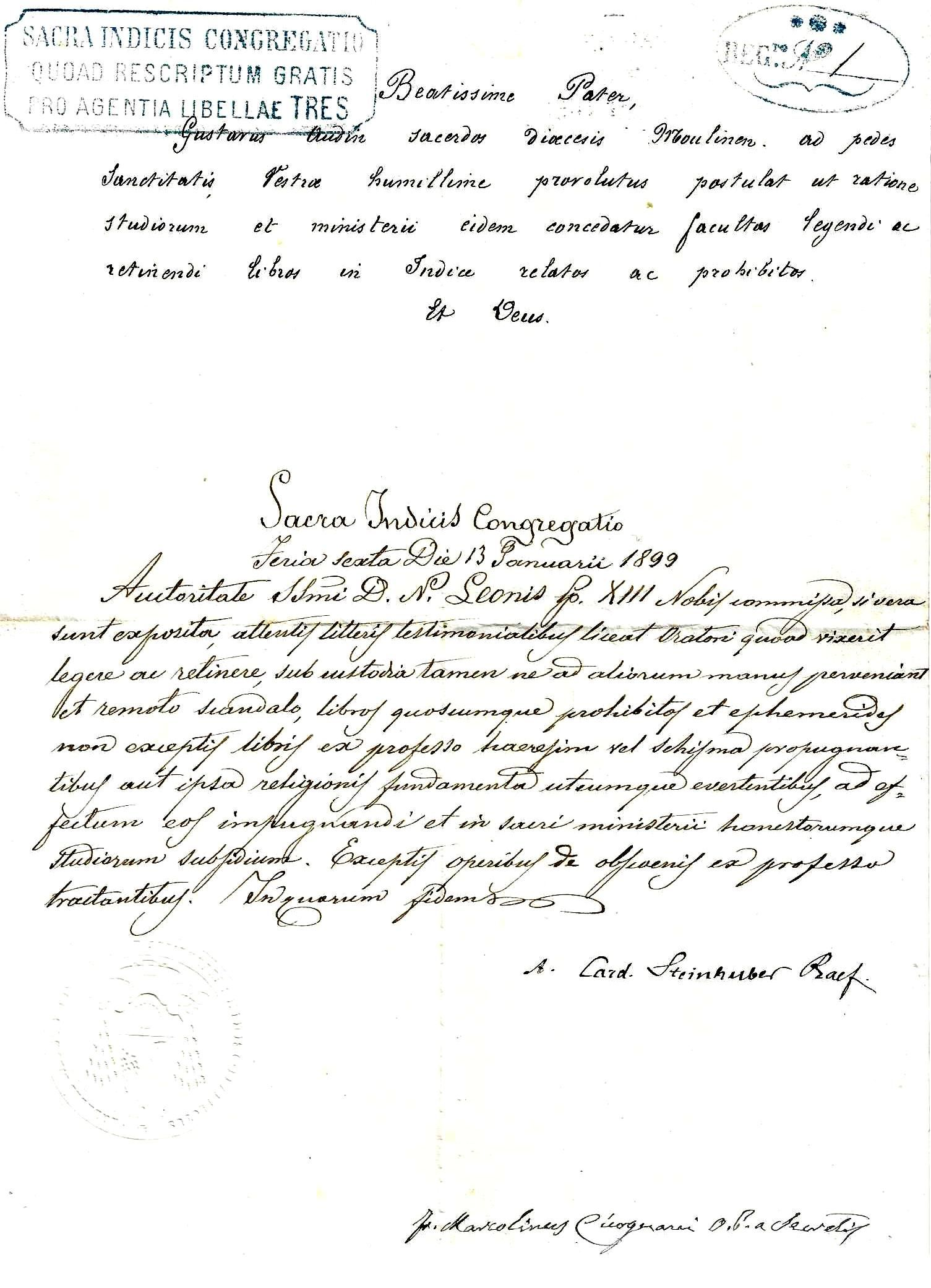
Rescrit de la congrégation de l'Index, 1899.

Pie IX restreint la censure, en 1848, aux écrits qui touchent la religion et les mœurs. Léon XIII fait aussi une révision importante avec l’Index leonianus en janvier 1897. Il élimine alors tous les ouvrages condamnés avant 1600.
En 1917, le pape Benoît XV, par le motu proprio Alloquentes proxime, supprime la congrégation de l'Index et confie la mise à jour de l'Index librorum prohibitorum à la congrégation du Saint-Office.
En 1948, la dernière édition de l'Index contient quatre mille titres indexés et répertoriés sous des motifs divers : hérésie, immoralité, licence sexuelle, théories politiques subversives, etc. On y trouve des écrivains et des philosophes tels que Montaigne, Diderot, Rousseau, Descartes, Montesquieu, Laurence Sterne, Voltaire, Daniel Defoe, Balzac, Larousse pour son Dictionnaire du XIXe siècle, André Gide, ainsi que le sexologue hollandais Theodor Hendrik Van de Velde, auteur du manuel sur la sexualité Le Mariage parfait. Presque tous les philosophes occidentaux ont été inclus dans l’Index — même ceux qui croient en Dieu, tels que Spinoza, Descartes, Kant, Berkeley, Malebranche, Lamennais et Gioberti. Les athées, tels que d'Holbach, le marquis de Sade, Schopenhauer et Nietzsche, ne sont pas inclus en raison de la règle tridentine stipulant que les œuvres hérétiques sont ipso facto interdites. Le naturaliste Buffon y échappe grâce à ses rétractations. Quelques œuvres importantes ne sont pas incluses, simplement parce que personne ne s'est soucié de les dénoncer. Darwin ne sera jamais mis à l’Index.
En 1966, à la suite du concile Vatican II, l’Index est supprimé, mettant un terme à la pratique institutionnalisée de la censure par l’Église catholique. Trente-deux éditions du catalogue recensant au total environ 5200 ouvrages interdits s’étaient succédé depuis 1600. Toutefois, l’Index « garde sa valeur morale » selon la Sacrée Congrégation pour la Doctrine de la Foi, qui déclare désormais « [faire] confiance à la conscience mûre des fidèles » en ce qui a trait à la qualité de leurs lectures dans une notification publiée le 14 juin 1966.

## Portée et conséquences
Les éditions de la Bible en langues vernaculaires autres que le latin sont toutes recensées dans l’Index de 1559.

« Parmi tous les écrits présents dans l'Index, la Bible avec ses adaptations, ses commentaires et les études bibliques est de loin le livre le plus censuré jusqu'à la suppression de l'Index. Les éditions de la Bible en latin, en grec, dans les langues vulgaires en tout ou en partie, ainsi que des commentaires bibliques figurent nombreux dans le premier Index romain. L'interdiction, maintenue pendant deux siècles, d'adapter la bible en langue vulgaire finit par assimiler dans l'imaginaire collectif les traductions bibliques aux livres hérétiques, dit Gigliola Fragnito,. Plusieurs raisons justifiaient ces interdictions aux yeux des censeurs, principalement l'existence d'éditions altérées et commentées par des hérétiques, et la méfiance à l'égard d'une interprétation personnelle du texte révélé, que seule l'Église pouvait interpréter d'une façon authentique. Le contact direct avec les sources de la foi pouvait provoquer des remises en question et altérer la doctrine, la morale, et l'organisation de l'Église. »

La portée de l’Index, qui s’en tient d’abord aux écrits religieux, s’étend rapidement à la littérature profane.
Certaines mises à l’Index sont de nature politique, telle que celle du Prince de Machiavel en 1559.
La mise à l’Index la plus célèbre dans l’histoire de l’Église est probablement celle des écrits de Copernic (1473-1543) sur l'héliocentrisme (5 mars 1616). La condamnation de Galilée intervient dans ce contexte. Les ouvrages de Copernic et celui de Galilée seront rayés de l'Index, partiellement en 1757, et définitivement en 1835.
En 1909, par une lettre pastorale, 80 évêques et archevêques de France mettent à l'Index un certain nombre de manuels scolaires, notamment d'histoire, en particulier ceux qui mettent en doute le fait que Jeanne d'Arc ait réellement « entendu des voix ».
En 1926, le journal royaliste et nationaliste l’Action française y est ajouté, ainsi que les textes de ses principaux auteurs (Charles Maurras et Léon Daudet).
La dernière mise à l’Index d’un ouvrage s’est déroulée en 1961 sous le pontificat de Jean XXIII : il s'agit de La Vie de Jésus de l'abbé Jean Steinmann.
Il existe deux formes principales de condamnation : l'opera omnia ou la condamnation d'un ouvrage en particulier. L'opera omnia consiste en l’interdiction de toutes les œuvres d’un auteur. C'est le cas notamment pour Émile Zola en 1898 et pour André Gide en 1952.
Bien qu'on ne trouve pas à l'Index des ouvrages de personnages comme Adolf Hitler ou Joseph Staline, on y trouve Le Mythe du vingtième siècle d'Alfred Rosenberg, considéré comme le livre fondateur du nazisme avec Mein Kampf. On a pris le soin d'y condamner en latin l'anarchiste Edgar Bauer, aujourd'hui relativement oublié, mais non son frère aîné, Bruno Bauer, pour qui Jésus n'a jamais existé.
Sans être officiellement mis à l’Index, des ouvrages seront interdits par des archevêques partout dans la diaspora catholique, la législation de l’Index leur en donnant ce pouvoir. D'autres ouvrages peuvent tomber sous les interdictions des règles générales, comme c'est le cas pour les écrits de Karl Marx.
L’application de la loi de l’Index sur un territoire dépend de la force de l’implantation de l’Inquisition, des moyens de pression dont les autorités ecclésiastiques disposent et du soutien que peuvent leur apporter les autorités civiles.

### Monitum
Une pratique alternative à la mise à l'Index est l'usage d'un monitum, c'est-à-dire d'un avertissement plus ou moins grave concernant l’œuvre d'un théologien. Ainsi Teilhard de Chardin n'a-t-il jamais été mis à l'Index, mais ses œuvres ont fait l'objet d'un monitum sévère en 1962, déconseillant son usage dans les séminaires et universités.

### Conséquences sur le milieu littéraire
L’Inquisition obligeant tout individu à dénoncer les livres et propositions jugées dangereux, le climat de méfiance et d’accusation issu de l’exercice de la censure au moyen de l’Index freine la production littéraire. Plusieurs auteurs ont recours à l’autocensure. René Descartes, à l’annonce de l’interdiction des écrits de Galilée, retire son manuscrit du Traité du monde et de la lumière en déclarant : « Le désir que j’ai de vivre en repos m’impose de garder pour moi mes théories. »

## L'Indexau Québec
En Nouvelle-France, le premier cas recensé de censure liée à l’Index vise un pamphlet attribué à César de Plaix et réfutant les idées du prêtre jésuite Pierre Coton, l’Anticoton. Mis à l’Index en 1617, l’Anticoton fait l’objet d’un autodafé sur la place publique en Nouvelle-France en 1625. Excepté cet épisode, toutefois, la censure par les autorités ecclésiastiques et civiles s’exerce de manière épisodique. La lecture reste en effet l’apanage de l’élite : le taux d’alphabétisation de la colonie est faible et les livres sont relativement difficiles d’accès, l’imprimerie locale n’apparaissant qu’en 1764. La propagation des idées par l’imprimé ne préoccupe donc pas le clergé pour l’instant.
Il faut attendre le milieu du XIXe siècle, avec la croissance rapide de la population et la progression importante de l’alphabétisation, pour voir apparaître une véritable organisation de la censure cléricale. La lecture devient accessible à un plus grand nombre, faisant grandir les préoccupations du clergé à l’égard de la direction de la lecture publique. Ce dernier, veillant à l’application de l’Index, met alors en place un encadrement formel du milieu du livre, qui, selon l'ethnologue Pierrette Lafond, « se traduit par une action de censure préalable visant à interdire la diffusion d’une œuvre en tout ou en partie, ou encore par l’application d’une censure punitive, dont les démonstrations empruntent souvent un aspect spectaculaire une fois l’ouvrage présent dans la sphère publique».
Étant essentiels à la diffusion des écrits, les bibliothèques et instituts littéraires sont rigoureusement surveillés par l’Église à partir de 1840, avec la nomination d'Ignace Bourget comme évêque de Montréal. En 1858, il publie trois lettres pastorales condamnant les instituts littéraires pour leur possession d’ouvrages dangereux. En 1869, il demande à la Sacrée congrégation de l’Inquisition la mise à l’Index de l’Annuaire de l’Institut-canadien pour 1868. Il s’agit de la première mise à l’Index officielle par Rome d’une publication canadienne-française. La bibliothèque de l’Institut canadien de Montréal était d’ailleurs l’une des rares institutions à s’opposer à la censure.
Étant donné la longueur de la procédure officielle de mise à l’Index, seuls trois ouvrages canadiens-français y seront inscrits: les Annuaires de l’Institut-canadien pour 1868 et 1869 et l’essai Le clergé canadien, sa mission, son œuvre de Laurent-Olivier David, interdit en 1896.
La grande influence des membres du clergé dans la province permet toutefois aux condamnations qu’ils proclament d’être effectives sans être officialisées par Rome. Par exemple, le cardinal Villeneuve interdit la circulation du roman Les Demi-civilisés de Jean-Charles Harvey trois semaines après sa publication en 1934, sous peine d’excommunication, et s’oppose à la nomination de l’auteur au poste de directeur de la Bibliothèque de l’Assemblée législative.
Les bibliothèques publiques du Québec ont vu leur développement considérablement ralenti par l’hégémonie cléricale sur le milieu du livre. En 1845, Ignace Bourget fonde l’Œuvre des bons livres dont le but est de propager uniquement des écrits en accord avec la doctrine catholique. Un réseau de bibliothèques paroissiales géré par l’Église se développe alors. En général, ces dernières doivent composer avec des ressources limitées et leur contenu reste pauvre. Le clergé se réserve un droit de regard sur l’élaboration des collections pour veiller à leur qualité morale. En 1858, une circulaire oblige les bibliothèques paroissiales québécoises à posséder une copie de l’Index. 
Les livres inscrits à l’Index ou dont la lecture est jugée dangereuse sont entreposés dans une section appelée Enfer. Ils sont consultables uniquement à la suite de l'obtention d’une permission du directeur de la bibliothèque, ce dernier demandant fréquemment lui-même l’autorisation écrite d’un membre du clergé afin d’octroyer la permission. L’École des bibliothécaires de l’Université de Montréal, fondée en 1937, enseigne aux futurs bibliothécaires à appliquer la censure et à se conformer aux règles de l’Index jusque dans les années 1960.
Dans les années 1940 et 1950, le pouvoir censorial commence à passer des mains de l’Église à celles de l’État. Le mouvement s’accentue au cours des décennies suivantes avec l’affaiblissement du pouvoir clérical durant la Révolution tranquille. Le cadre censorial formel instauré par le clergé disparaît finalement avec la suppression de l’Index en 1966.

## Expression
Le mot  a donné l'expression « mettre à l'index », qui signifie « exclure, condamner ».

## Quelques écrivains ou savants notables dont des œuvres figurent ou ont figuré dans l’Index librorum prohibitorum
(octobre 2019).
Si vous disposez d'ouvrages ou d'articles de référence ou si vous connaissez des sites web de qualité traitant du thème abordé ici, merci de compléter l'article en donnant les références utiles à sa vérifiabilité et en les liant à la section « Notes et références ».
- Firmin Abauzit
- Joseph Addison
- Jean le Rond d'Alembert[20]
- Gabriele D'Annunzio
- Dominicus Arumaeus
- Francis Bacon[20]
- Honoré de Balzac[21],[22]
- Giovanni Bonifacio Bagatta
- Charles Baudelaire
- Pierre Bayle[20]
- Simone de Beauvoir[22]
- Cesare Beccaria
- Jeremy Bentham
- Josef Berchtold[23]
- Josef Anton Berchtold[23]
- Henri Bergson
- George Berkeley[20]
- Friedrich Brenner
- François Broussais
- Thomas Browne
- Giordano Bruno
- Jean Calvin
- Giacomo Casanova
- Otto Casmann
- Pierre Charron
- Auguste Comte[20]
- Condillac
- Nicolas de Condorcet
- Hermann Conring
- Nicolas Copernic
- Victor Cousin
- Benedetto Croce[20]
- Tommaso Crudeli
- Jakob Andreas Crusius
- Léon Daudet
- Erasmus Darwin
- Honoré Daumier
- Daniel Defoe
- René Descartes
- François Rodolphe de Weiss
- Denis Diderot[20]
- Alexandre Dumas, père[22]
- Alexandre Dumas, fils[22]
- Johann Conrad Dürr
- Barthélemy Prosper Enfantin
- Érasme
- Jean Scot Erigène
- Fabre d'Olivet
- Fénelon
- Louis Figuier
- Gustave Flaubert[22]
- Fontenelle
- Charles Fourier[22]
- Anatole France
- Frédéric II de Prusse
- Christian Friedrich Garmann
- Giovanni Gentile[20]
- Edward Gibbon
- André Gide[22]
- Vincenzo Gioberti
- Franz Xaver Gmeiner
- Carl Peter Wilhelm Gramberg
- Graham Greene
- Johannes Hehn[24]
- Heinrich Heine
- Claude-Adrien Helvétius
- Thomas Hobbes[20]
- Karl Holzhey
- Victor Hugo[22]
- David Hume
- Cornelius Jansen
- Emmanuel Kant[20]
- Allan Kardec
- Kaspar Klock
- Adam F. Kollár[25]
- Faustine Kowalska
- Níkos Kazantzákis[22]
- Johannes Kepler
- Jean de La Fontaine
- François de La Mothe Le Vayer
- Jean de Labadie
- Alphonse de Lamartine[22]
- Félicité Robert de Lamennais
- Pierre Larousse
- Johann Friedrich LeBret
- Louis-Isaac Lemaistre de Sacy
- Grégoire Leti
- John Locke
- Alfred Loisy
- Martin Luther
- Nicolas Machiavel
- Maurice Maeterlinck
- Moïse Maïmonide
- Curzio Malaparte[22]
- Nicolas Malebranche
- Piero Martinetti
- Charles Maurras[22]
- Jean-Henri Merle d'Aubigné
- Jean Meslier
- Jules Michelet
- John Stuart Mill[26]
- John Milton
- Montaigne
- Montesquieu
- Alberto Moravia[22]
- Henry Murger
- Andreas Mylius
- George Orwell
- Patrick O'Brien
- Blaise Pascal
- Pierre-Joseph Proudhon[22]
- Edgar Quinet[27]
- Ernest Renan[28]
- François Rabelais[29]
- Samuel Richardson
- Jean-Jacques Rousseau[20]
- Saint-Simon[22]
- Caspar Royko
- Charles-Augustin Sainte-Beuve[30]
- Heinrich Salmuth[31]
- George Sand[22]
- Jean-Paul Sartre[20]
- Jules Simon
- Johann Sithmann[32]
- Baruch Spinoza[20]
- Stendhal
- Laurence Sterne
- Tommaso Stigliani[33]
- Eugène Sue
- Emanuel Swedenborg
- Jonathan Swift
- Hippolyte Taine
- Joseph Turmel
- Theodoor Hendrik van de Velde
- Theodorus van der Croon
- Cornelis van Eck[34]
- Voltaire[20]
- Gerard Walschap
- Émile Zola[22]
- Ulrich Zwingli[35]